# Klemen Gerčar
Klemen Gerčar   (Municipi de Lukovica, 10 de desembre de 1990) és un ex-pilot de motocròs eslovè que va guanyar el darrer campionat del món de MX3 que es va disputar abans la categoria no fos cancel·lada definitivament, el de la temporada del 2013. En fer-ho, esdevingué el primer eslovè a guanyar un mundial de motocròs, uns anys abans que Tim Gajser dominés la categoria màxima, MXGP. Nascut a Lukovica i resident a Brežice, al llarg de la seva carrera Gerčar va guanyar quatre Grans Premis, un Campionat d'Europa de 125cc (2007) i cinc Campionats d'Eslovènia de motocròs en diverses categories.

## Palmarès al mundial de motocròs
Font:
| Any  | Motocicleta | MX3 | MX1  | MX2 |
| ---- | ----------- | --- | ---- | --- |
| 2008 | Yamaha      | -   | -    | 48è |
| 2009 | Yamaha      | -   | -    | -   |
| 2010 | KTM         | -   | -    | 61è |
| 2011 | KTM         | -   | -    | -   |
| 2012 | Honda       | 4t  | -    | -   |
| 2013 | Honda       | 1r  | -    | -   |
|      |             |     | MXGP |     |
| 2014 | Honda       | -   | 29è  | -   |
| 2015 | Husqvarna   | -   | 35è  | -   |